# رائول لوپس (بازیکن فوتبال، زاده ۱۹۹۳)
رائول لوپس (اسپانیایی: Raúl López‎؛ زادهٔ ۲۳ فوریهٔ ۱۹۹۳) بازیکن فوتبال اهل مکزیک است.
از باشگاه‌هایی که در آن بازی کرده‌است می‌توان به باشگاه فوتبال گوادالاخارا اشاره کرد.
وی همچنین در تیم‌های ملی فوتبال زیر ۲۳ سال مکزیک، و مکزیک بازی کرده‌است.